# چن کایلیانگ
چن کایلیانگ (انگلیسی: Chen Cailiang؛ زادهٔ ۹ فوریهٔ ۱۹۷۰) جودوکار اهل چین بود. وی در بازی‌های المپیک تابستانی ۱۹۹۲ شرکت کرده‌است.